# 亞特蘭大警察局
亚特兰大警察局（Atlanta Police Department）是美国喬治亞州亚特兰大的一个执法机构。亞特蘭大警察局成立於1873年，成立之初警察局有26名僱員。托马斯·琼斯（Thomas Jones）是第一任警察局長。